# Derivación apreciativa
La derivación apreciativa es un tipo de derivación que altera semánticamente una palabra base, modificando su sentido de un modo subjetivo, emotivo, sin cambiar su categoría.
Algunos ejemplos en español son:
- gato - gatito,
- sombrero - sombrerazo.

Este tipo de derivación no se da solo en lenguas indo-europeas, por ejemplo el náhuatl (idioma con el que el español no tiene origen ni desarrollo en común) tiene dos sufijos diminutivos uno reverencial -tzin (usado para personas queridas o familiares) y otro depreciativo (usado con personadas despreciadas u objetos poco importantes) -ton. Por ejemplo:
- No-nān-tzin ('mi apreciada madrecita'), Cihua-tzin ('amada esposa').
- cihua-ton ('mujercilla'), chichi-ton ('perrucho')

## Apreciativos en español
En español existen diversos sufijos apreciativos, que expresan valoración o aprecio al referente de una palabra. Estos sufijos se suelen dividir en tres tipos:
- Diminutivos: Los sufijos diminutivos expresan afecto o bien indican tamaño pequeño, como por ejemplo lapicito o librito. También puede ocurrir que un sufijo diminutivo sirva como peyorativo (caudillito).
- Aumentativos: Los sufijos aumentativos pueden expresar valoración tanto positiva como negativa, según el caso, o bien indican tamaño grande, como por ejemplo librazo.
- Despectivos: Los sufijos despreciativos expresan valoración negativa, como por ejemplo bichejo.